# Bernardo Rodolfo Abehen
Bernardo Rodolfo Abehen' foi um teólogo alemão dos séculos XVIII-XIX. Nasceu em 1 de dezembro de 1780 em Osnabruque, em Hanôver. Estudou teologia e letras em Jena e se tornou mestre em Berlim. Em 1807, educou os filhos de Friedrich Schiller e em 1810 foi professor no ginásio de Rudolfopoli. Quando faleceu em 14 de fevereiro de 1866, era diretor do ginásio de Osnabruque.

## Publicações
- Cicero in seinen Briefen (Hanôver 1835)
- Ein Stück aus Goethes Leben (Berlim 1848)
- Goethe in den Jahren 1771–75 (2. Auflage, Hanôver 1865)
- Ueber die Behandlung des Sophokleischen Philoctet auf Schulen.(Osnabruque 1856)